# 27984 Herminefranz
27984 Herminefranz è un asteroide della fascia principale. Scoperto nel 1997, presenta un'orbita caratterizzata da un semiasse maggiore pari a 2,7401693 UA e da un'eccentricità di 0,2043497, inclinata di 3,90688° rispetto all'eclittica.